# Christine Dorothea Lachs
Christine Dorothea Lachs (genannt auch die Lachsin; * 1672 in Hannover; † nach 1716) war eine deutsche Dichterin und Librettistin.

## Leben und Werk

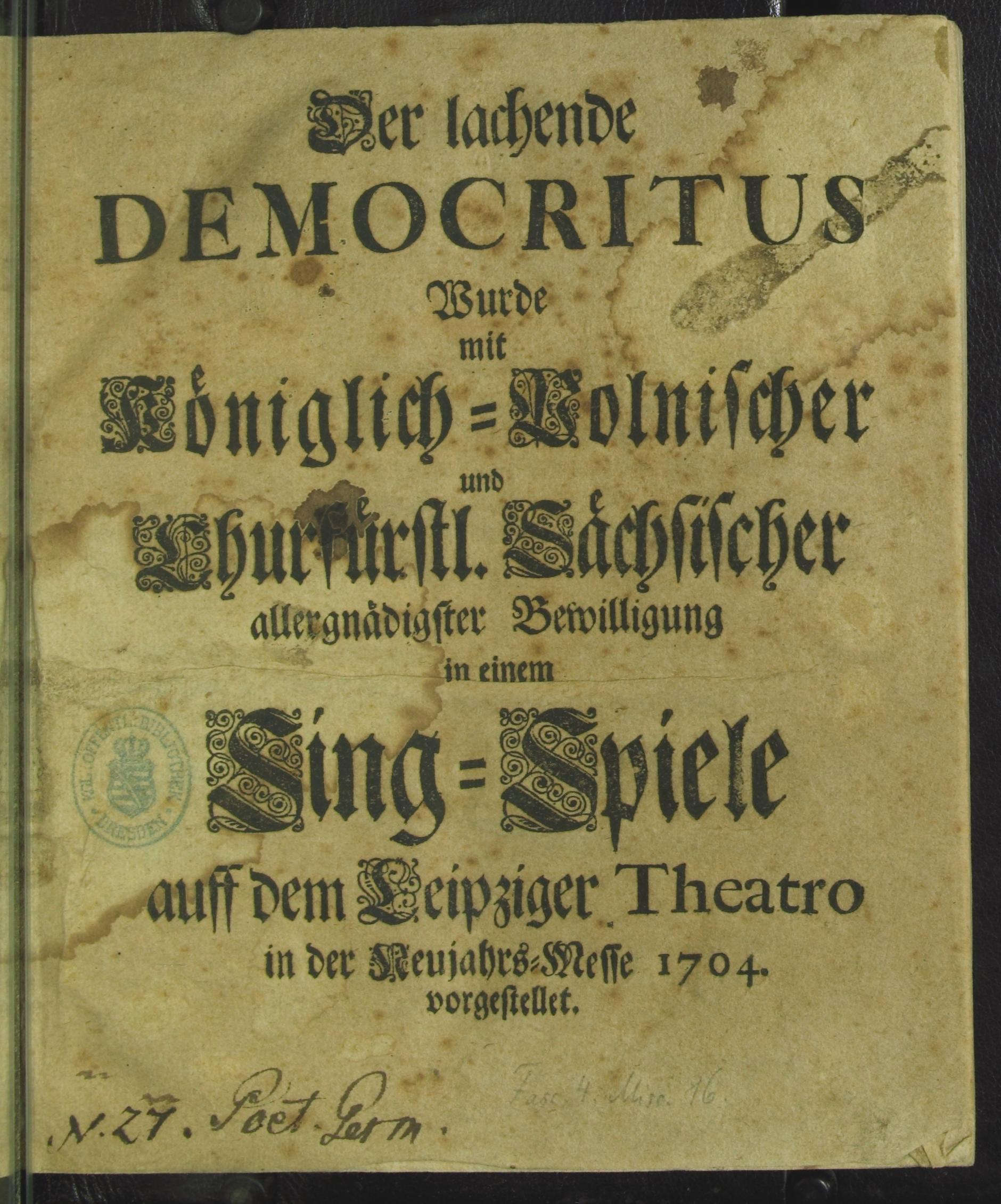
Titelblatt der Oper "Der lachende Democritus" von 1704

Christine Dorothea Lachs war die zweitjüngste von fünf Töchtern des kursächsischen Hofkapellmeisters Nicolaus Adam Strungk. Sie trat wahrscheinlich ebenso wie ihre Schwestern in der von Strungk geleiteten Leipziger Oper auf. Im Jahr 1701 heiratete sie in der Kreuzkirche zu Dresden den Regensburger Pfarrer Johann David Lachs, der bereits 1709 verstarb. Sie übertrug für Georg Philipp Telemann drei Opernlibretti aus dem Italienischen ins Deutsche:
- Der lachende Democritus (Oper am Brühl (Leipzig) Neujahrsmesse 1704)
- Cajus Caligula (Oper am Brühl (Leipzig) Ostermesse 1704)
- Germanicus (Oper am Brühl (Leipzig) Michaelismesse 1704 und 1710)

Den Untersuchungen des Musikwissenschaftlers Michael Maul zufolge hat die „Lachsin“ sich 1710/11 nach dem frühen Tod ihres Mannes wieder dem Leipziger Operngeschäft zugewandt. 1710 habe sie als „Konsortin Döbrichts“ (= ihr Schwager, der Opernunternehmer Samuel Ernst Döbricht (1680–1751)) auf der Leipziger Michaelismesse an der Umarbeitung der Oper Germanicus von 1704 mitgewirkt. Ihren genannten drei Telemann-Libretti mit ihren „mitunter sprachrhythmisch raffinierten Herausforderungen“ bescheinigt Maul, „moderne und den Visionen des jungen Telemann sicherlich entgegenkommende Dichtungen“ zu sein.
Im Jahr 1715 widmet Georg Christian Lehms, der 1709–1710 selbst zu den Librettisten Telemanns gehört, der Lachsin einige Seiten in seinem Lexikon „Teutschlands Galante Poetinnen“. Er schrieb über sie:
… Von ihrer vortrefflichen Fertigkeit in der Poesie ist so viel, als von ihrem herrlichen Verstand / 

und von ihrer guten Conduite zu sagen …
Eines ihrer bekanntesten Gedichte ist
„Die schönste Inclination“
Du fragest / was denn wohl mein freyes Hertz kann binden /

Weil es ein schwartzes Aug und Haar nicht fesseln kann?

Ob mich ein schöner Leib und Fuß nicht könn entzünden /

Die sonst den Weibern leicht die Ketten legten an?

So würd ein rother Mund mir etwan wohlgefallen /

Ein angenehmer Blick und eine weiße Hand?

Doch wisse / werther Freund / von diesen Stücken allen

Hat keines noch bisher die Freyheit mir entwandt.

Ich tadele zwar nicht die Lobens-werthen Gaben /

Die manchem die Natur vor andern mitgetheilt:

Doch solt er Schönheit auch als wie Adonis haben /

Daß / wie Narcissus er damit zum Brunnen eilt:

So kann im minsten diß mein Hertze nicht bewegen /

Daß es sich fesseln läßt mit einem Sclaven-Band.

Was aber meiner Brust die Netze weiß zu legen /

Das ist ein hoher Geist und trefflicher Verstand /

Ein wohlberedter Mund / ein ungezwungnes Wesen /

Ein auffgeweckter Sinn und unverrückte Treu:

Diß hat mein Hertze sich vor jenen außerlesen.

Nun sag / ob meine Wahl hierinn zu tadeln sey?
Nach Lehms brachten auch Gottlieb Siegmund Corvinus (Frauenzimmer-Lexicon 1715) und Johann Heinrich Zedlers Universallexicon, Bd. 16 Artikel zu C. D. Lachs.